# Diego Klattenhoff

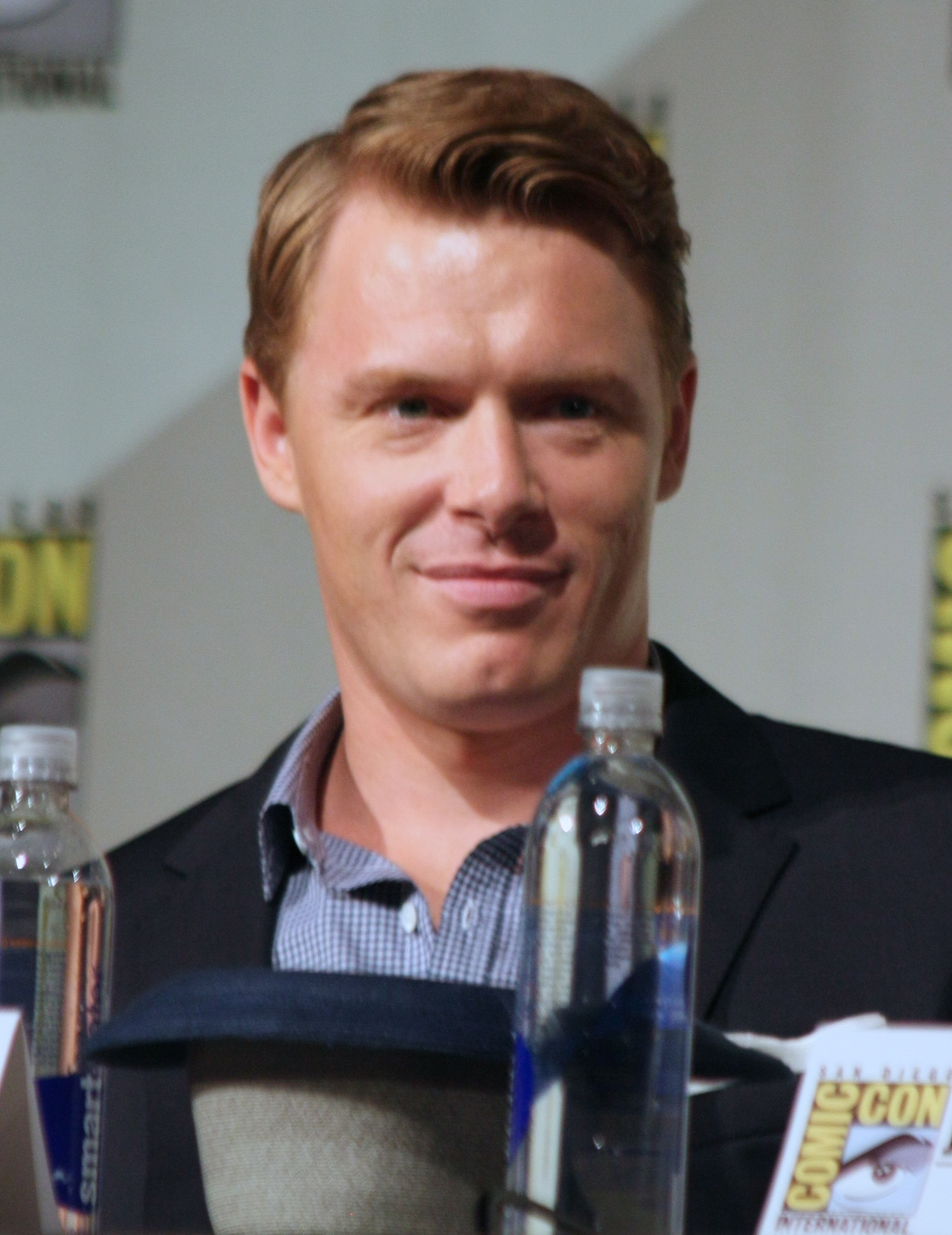
Diego Klattenhoff (2013)

Diego Klattenhoff (* 30. November 1979 in New Glasgow, Nova Scotia) ist ein kanadischer Schauspieler.

## Leben und Karriere
Der in Nova Scotia aufgewachsene Diego Klattenhoff ist der Sohn eines Deutschen und wollte als Kind professioneller Baseballspieler werden. Mit 19 Jahren zog er nach Toronto, um dort seine Schauspielkarriere zu verfolgen. Dort nahm er, während er als Barkeeper arbeitete, an Theaterworkshops teil.
Seine erste größere Rolle hatte er 2004 im Film Girls Club – Vorsicht bissig! neben Lindsay Lohan und Rachel McAdams. Nach weiteren Gastauftritten, unter anderem in Missing – Verzweifelt gesucht, Smallville und Stargate – Kommando SG-1, hatte er 2006 eine Hauptrolle in der Miniserie At the Hotel inne sowie eine Nebenrolle in der zweiten Staffel der Serie Die Geheimnisse von Whistler und in dem Film Gefallene Engel. 2008 spielte er eine Rolle in einem Handlungsbogen über sechs Folgen in Men in Trees sowie eine Rolle im letzten Teil der Fantasyfilmreihe Gefallene Engel, Gefallene Engel 3.
Ein Jahr später erhielt Klattenhoff die Hauptrolle des Mike Callahan in der NBC-Serie Mercy, die nach einer Staffel eingestellt wurde. Von 2011 bis 2013 war er als Captain Mike Faber in der Serie Homeland zu sehen. In den ersten beiden Staffeln gehörte seine Rolle zur Haupt-, seit der dritten zur Nebenbesetzung. Mit dieser Rolle erlangte Klattenhoff große Bekanntheit. 2013 folgten die Filme Pacific Rim und After Earth. Von September 2013 bis Juli 2023 war er in der Serie The Blacklist neben James Spader in zehn Staffeln als Special Agent Donald Ressler zu sehen.

## Filmografie (Auswahl)
- 2001–2002: Doc (Fernsehserie, 2 Folgen)
- 2002: Witchblade – Die Waffe der Götter (Witchblade, Fernsehserie, Folge 2x02)
- 2004: Cube Zero
- 2004: Girls Club – Vorsicht bissig! (Mean Girls)
- 2004: Missing – Verzweifelt gesucht (1-800-Missing, Fernsehserie, Folge 2x02)
- 2004: Sue Thomas: F.B.I. (Sue Thomas: F.B.Eye, Fernsehserie, Folge 3x08)
- 2005: Smallville (Fernsehserie, Folge 4x04)
- 2005: Stargate – Kommando SG-1 (Stargate SG-1, Fernsehserie, Folge 9x07)
- 2006: At the Hotel (Fernsehserie, 6 Folgen)
- 2006: Psych (Fernsehserie, Folge 1x03)
- 2006: Gefallene Engel (Fallen)
- 2006: Supernatural (Fernsehserie, Folge 2x09)
- 2007: Die Geheimnisse von Whistler (whistler, Fernsehserie, 12 Folgen)
- 2008: Tödliche Verschwörung (Lost Behind Bars)
- 2008: Men in Trees (Fernsehserie, 6 Folgen)
- 2008: Gefallene Engel 3 (Fallen 3: The Destiny)
- 2009: The Listener – Hellhörig (The Listener, Fernsehserie, Folge 1x02)
- 2009: Emergency Room – Die Notaufnahme (ER, Fernsehserie, Folge 15x20)
- 2009: 24 (Fernsehserie, 2 Folgen)
- 2009–2010: Mercy (Fernsehserie, 22 Folgen)
- 2010: The Dry Land
- 2011: Falling Skies (Fernsehserie, Folge 1x09)
- 2011–2013: Homeland (Fernsehserie, 25 Folgen)
- 2012: Bedingungslos (Unconditional)
- 2013: After Earth
- 2013: Pacific Rim
- 2013–2023: The Blacklist (Fernsehserie, 212 Folgen)
- 2016: Lavender
- 2017: Radius – Tödliche Nähe (Radius)
- 2024: Blue Bloods – Crime Scene New York (Blue Bloods, Fernsehserie, Folge 14x12)
- 2025: Tracker (Fernsehserie, Folge 2x16)